# 西アフリカ

西アフリカ
西アフリカに含まれる場合のある地域（国連の準地域）

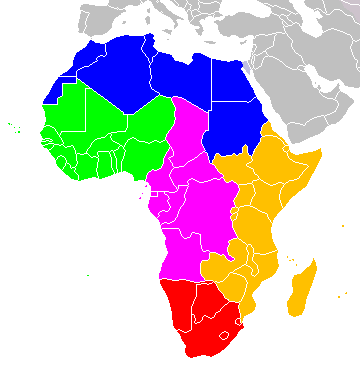
国際連合によるアフリカの地域の分類
北アフリカ
西アフリカ
中部アフリカ
東アフリカ
南部アフリカ

西アフリカ（にしアフリカ、英語: West Africa、フランス語: Afrique de l'Ouest）は、アフリカの西部地域、具体的には、サハラ砂漠の南側で、かつて西スーダンと呼ばれた地域と、中央スーダンの一部、大西洋、ギニア湾に面する「上ギニア」の国々が含まれる地域を指す。

## 概要
当該エリアは、黒アフリカ史において最重要地域の一箇所であり、アフリカ美術の起源でアフリカ鉄器時代のさきがけのひとつとなったノク文化が、ナイジェリア、ジョス高原において紀元前15世紀頃若しくはそれ以前から繁栄した。
また、同地域では、西アフリカ諸国経済共同体（ECOWAS）を結成し、西アフリカ諸国が密接して経済発展に寄与する機関を設置している。リベリアの内戦時、ECOWASは平和維持軍（ECOMOG）としてナイジェリアやガーナを始めとする西アフリカ諸国を中心にリベリアへ派兵し大きな役割を果たした。
なお、多くの西アフリカ諸国がその領域内にサヘル地域を擁する。

## 歴史
8世紀以前からガーナ王国をはじめとしてマリ帝国、ソンガイ帝国など強力な王朝が、ニジェール川流域に16世紀まで次々と興亡を遂げた。これらの強力な王朝は、世界遺産にもなっているモーリタニアのシンゲッティ、ウアラタ、ティシット、ウアダンなどのオアシス都市とともに、金や岩塩の取引によって繁栄した。ギニア湾岸のベナン共和国は、ダホメ王国が繁栄した場所であり、ナイジェリア地域に存在していたベニン王国からその名前をとっている。また、1847年に建国されたリベリアが、西アフリカでは最も古い独立国となる。
19世紀から20世紀にかけ、列強による世界規模の植民地化が加速するなか、西アフリカはイギリス、ドイツ、フランスなどの支配下に置かれた。北アフリカから侵攻したフランスは、黄金海岸などを除いた大半の西アフリカを植民地とした。その植民地政府も艀などを所有する海運アライアンスに運賃を搾取された。海底ケーブルにより機敏になったイギリスの不定期船が世界貨物容量の1/3を占めた1900年でさえ、海運アライアンスは西アフリカの権益を守った。
これらの地域は、第二次世界大戦後、1960年を中心として次々と独立していった。

## 文化
当該エリアには、ナイジェリアからセネガルまで多種多様な文化が存在するが、服装・料理・音楽などの文化には一般的な類似点がある。一方で地理的地域外の国家グループとは特徴点となるものがあまり共有されていない。

## 独立国
☆は西アフリカ諸国経済共同体加盟国を表す。
- ベナン☆
- ブルキナファソ☆(加盟停止中)
- カーボベルデ☆
- コートジボワール☆
- ガンビア☆
- ガーナ☆
- ギニア☆(加盟停止中)
- ギニアビサウ☆
- リベリア☆
- マリ☆(加盟停止中)
- モーリタニア - 2002年12月に西アフリカ諸国経済共同体を脱退
- ニジェール☆(加盟停止中)
- ナイジェリア☆
- セネガル☆
- シエラレオネ☆
- トーゴ☆

## 非独立地域
- セントヘレナ・アセンションおよびトリスタンダクーニャ
  -  アセンション島
  -  セントヘレナ
  -  トリスタンダクーニャ

## その他
乾燥地であるサヘルを抱えているため、しばしば旱魃や蝗害の被害が発生する。2004年にはサバクトビバッタの大量発生が生起している。